# Yellow Tanabe
Pour les articles homonymes, voir Tanabe.
Yellow Tanabe (田辺イエロウ, Tanabe Ierō)  est une artiste japonaise, dessinatrice de manga, née à Tokyo un 13 juin.

## Biographie
Elle est diplômée du Musashino Art University.
Elle fut l'assistante de Mitsuru Adachi. En 2000, elle reçoit le prix du nouveau talent avec Yami no Naka, mais commence sa carrière de mangaka avec Lost Princess, en 2002. Toutefois, c'est avec Kekkaishi, en 2003, qu'elle se fera véritablement connaître du grand public, remportant par la même occasion le Prix Shōgakukan du meilleur shōnen en 2007.
Elle est actuellement employée du magazine de prépublication Weekly Shonen Sunday, où fut publié Kekkaishi. Après une série courte Shūmatsu no laughter en novembre 2012, elle y publie une nouvelle série Birdmen en juillet 2013, terminée en 2020. Elle commence une nouvelle série, Le Sorcier de Kaihen, en septembre 2024 dans le même magazine.